# Ancourt
Ancourt és un municipi francès situat al departament del Sena Marítim i a la regió de Normandia. L'any 2007 tenia 712 habitants.

## Demografia

### Població
El 2007 la població de fet d'Ancourt era de 712 persones. Hi havia 261 famílies de les quals 36 eren unipersonals (20 homes vivint sols i 16 dones vivint soles), 87 parelles sense fills, 118 parelles amb fills i 20 famílies monoparentals amb fills.
La població ha evolucionat segons el següent gràfic:
Habitants censats

### Habitatges
El 2007 hi havia 294 habitatges, 265 eren l'habitatge principal de la família, 14 eren segones residències i 14 estaven desocupats. 293 eren cases i 1 era un apartament. Dels 265 habitatges principals, 214 estaven ocupats pels seus propietaris, 46 estaven llogats i ocupats pels llogaters i 5 estaven cedits a títol gratuït; 1 tenia una cambra, 10 en tenien dues, 39 en tenien tres, 89 en tenien quatre i 126 en tenien cinc o més. 243 habitatges disposaven pel capbaix d'una plaça de pàrquing. A 102 habitatges hi havia un automòbil i a 146 n'hi havia dos o més.

### Piràmide de població
La piràmide de població per edats i sexe el 2009 era:
| Homes | Edats   | Dones |
| ----- | ------- | ----- |
| 0     | 95 o +  | 0     |
| 0     | 90 a 94 | 0     |
| 0     | 85 a 89 | 8     |
| 4     | 80 a 84 | 16    |
| 8     | 75 a 79 | 4     |
| 8     | 70 a 74 | 4     |
| 24    | 65 a 69 | 20    |
| 4     | 60 a 64 | 12    |
| 24    | 55 a 59 | 12    |
| 24    | 50 a 54 | 36    |
| 16    | 45 a 49 | 8     |
| 24    | 40 a 44 | 16    |
| 48    | 35 a 39 | 36    |
| 20    | 30 a 34 | 36    |
| 24    | 25 a 29 | 16    |
| 12    | 20 a 24 | 16    |
| 24    | 15 a 19 | 24    |
| 12    | 10 a 14 | 16    |
| 32    | 5 a 9   | 20    |
| 32    | 0 a 4   | 36    |

## Economia
El 2007 la població en edat de treballar era de 491 persones, 335 eren actives i 156 eren inactives. De les 335 persones actives 301 estaven ocupades (159 homes i 142 dones) i 34 estaven aturades (15 homes i 19 dones). De les 156 persones inactives 68 estaven jubilades, 47 estaven estudiant i 41 estaven classificades com a «altres inactius».

### Ingressos
El 2009 a Ancourt hi havia 270 unitats fiscals que integraven 724 persones, la mediana anual d'ingressos fiscals per persona era de 17.791 €.

### Activitats econòmiques
Dels 20 establiments que hi havia el 2007, 2 eren d'empreses alimentàries, 1 d'una empresa de fabricació d'altres productes industrials, 5 d'empreses de construcció, 5 d'empreses de comerç i reparació d'automòbils, 1 d'una empresa de transport, 1 d'una empresa immobiliària, 4 d'empreses de serveis i 1 d'una entitat de l'administració pública.
Dels 5 establiments de servei als particulars que hi havia el 2009, 1 era un guixaire pintor, 3 lampisteries i 1 empresa de construcció.
Dels 2 establiments comercials que hi havia el 2009, 1 era una botiga de menys de 120 m² i 1 una fleca.
L'any 2000 a Ancourt hi havia 12 explotacions agrícoles que ocupaven un total de 406 hectàrees.

## Equipaments sanitaris i escolars
El 2009 hi havia una escola maternal integrada dins d'un grup escolar amb les comunes properes formant una escola dispersa.

## Poblacions més properes
El següent diagrama mostra les poblacions més properes.